# Séisme de 2019 en Albanie
Le nord-ouest de l'Albanie a été frappé par un fort tremblement de terre de magnitude 6,4 dont l'épicentre  se situe à 12 km direction ouest-sud-ouest de Mamurras, à 03:54 CET le 26 novembre 2019.
Le tremblement a été ressenti jusqu'à Tirana, la capitale de l'Albanie, et dans le pays voisin de la Macédoine du Nord mais aussi jusque dans des endroits aussi éloignés que Tarente, en Italie et Belgrade, en Serbie  situé à plus de l'épicentre.
Au moins 51 personnes ont été tuées dans le tremblement de terre, et 3 000 autres blessées. C'est le plus grand à avoir frappé l'Albanie en quarante ans.
Le séisme a également été détecté via le crowdsourcing par le Centre sismologique euro-méditerranéen, où les sismologues ont observé une augmentation des lancements de l'application mobile LastQuake et ont pu collecter jusqu'à 58125 témoignages des citoyens sur l'événement.